# زرین‌کوه
Map
زرین‌کوه با بلندای ۳۸۵۲ متر بلندترین قلهٔ خط‌الرأس زرین‌کوه از رشته‌کوه‌های فیروزکوه است و در جنوب دریاچه‌های تار و هویر در دهستان ابرشیوه شهرستان دماوند جای گرفته‌است. گستردگی این رشته از شهر دماوند تا پل دلیچای است. بستر رودخانه‌های تار و دلیچای در راستای این رشته‌کوه گسترده شده‌اند. جبههٔ شمالی قله، پرتگاه با سنگهایی خردشده است. این پرتگاه پی‌آمد آب‌شدن یخچالها و سرازیر شدن آن‌ها به‌سوی کوهپایه است.

## نقشه
| 1 | جابان، ۲۲۲۹ متر                    |
| 2 | خسروان، ۲۲۹۰ متر                   |
| 3 | آئینه ورزان، ۲۱۵۷ متر              |
| 4 | چنار، ۲۱۹۲ متر                     |
| 5 | اشندر                              |
| 6 | هفت‌چشمه، رودخانهٔ جابان             |
| 7 | درهٔ خرسلک، رودخانهٔ خسروان          |
| 8 | آبشار آینه‌ورزان، رودخانهٔ آینه‌ورزان |

| 9  | درهٔ اشنظر                            |
| 10 | شاخک سُل                              |
| 11 | کوه بلند، ۳۲۸۲ متر                   |
| 12 | ۳۶۱۸ متر                             |
| 13 | زرین‌کوه، ۳۸۵۰ متر                    |
| 14 | پشت آبشور ۳۵۱۳ متر                   |
| 15 | کوه خاکی ۳۳۹۷ متر                    |
| 16 | کوه جنگلی، قلهٔ فراخ‌دره (دامنهٔ شمالی) |

| 1 | جابان، ۲۲۲۹ متر                    |
| 2 | خسروان، ۲۲۹۰ متر                   |
| 3 | آئینه ورزان، ۲۱۵۷ متر              |
| 4 | چنار، ۲۱۹۲ متر                     |
| 5 | اشندر                              |
| 6 | هفت‌چشمه، رودخانهٔ جابان             |
| 7 | درهٔ خرسلک، رودخانهٔ خسروان          |
| 8 | آبشار آینه‌ورزان، رودخانهٔ آینه‌ورزان |

| 9  | درهٔ اشنظر                            |
| 10 | شاخک سُل                              |
| 11 | کوه بلند، ۳۲۸۲ متر                   |
| 12 | ۳۶۱۸ متر                             |
| 13 | زرین‌کوه، ۳۸۵۰ متر                    |
| 14 | پشت آبشور ۳۵۱۳ متر                   |
| 15 | کوه خاکی ۳۳۹۷ متر                    |
| 16 | کوه جنگلی، قلهٔ فراخ‌دره (دامنهٔ شمالی) |

### خط‌الرأس
خط‌الرأس غربی (سرکسیل) از بالادست قلهٔ پشت آبشور تا روبروی کوه بلند اشندر پیچ‌می‌خورد و تا ارتفاع ۳۳۹۷ متری فرود می‌آید. پایین‌دست این خطالرأس کمانی چشمه‌هایی می‌جوشند. نام قلهٔ غربی این کمان، کوه خاکی است. در غرب قلهٔ کوه خاکی بر روی خط‌الرأس قلهٔ کوه جنگلی قرار دارد. فراخ‌دره در شمال این قله و در جنوب آن گردنهٔ این کوه با کوه بلند اشندر است.
قلهٔ پشت آبشور با ارتفاع ۳۵۱۳ متر بر روی یال میانی روستاهای خسروان و آئینه‌ورزان قرار دارد. ارتفاع قلهٔ شرقی در آنسوی درهٔ جابان ۳۶۱۸ متر و قلهٔ سل بر روی یال جنوبی آغاز شیبی ملایم است.
| 1 | قلهٔ زرین‌کوه |

| 1 | قلهٔ زرین‌کوه |

## روستاهای پیرامون
در کوهپایه‌های جنوبی رشته‌کوه زرین‌کوه روستاهای آرو، سیدآباد، سربندان، جابان، خسروان، آئینه‌ورزان، اشندر و چنار؛ و در کوهپایه‌های شمالی روستاهای یهر، مومج، دهنار و هویر به ترتیب از شرق به غرب قرار دارند.
پیرامون سرچشمهٔ رود دلیچای چمنداب یا چمندان نام دارد که شکارگاه شاهی بوده‌است.
بالادست سربندان در انتهای دره، کوه خرپران (چمنداب ۳۳۰۰ متر) جای گرفته‌است. رود سربندان در کنارهٔ این کوه به‌سوی این روستا جاری است.
بین سربندان و سیدآباد گُرده‌ای است دراز و سرخ‌رنگ به‌نام کمرگنجی و بالای آن کوه اصل‌چاه است. بالای اصل‌چاه طاق‌کوه است و پشت آن درهٔ کُردان‌سرا بین روستاهای دهنار و مومج.

## گذشته
عبدالله مستوفی از زرین کوه با نام کوه ابره شیوه یادکرده و چهار روستای پیرامون دلیچای را چهارمحلهٔ مومج خوانده‌است. همچنین ناصرالدین شاه این سرزمین را برای شکار و اتراق می‌پسندید. او در پاسخ به عریضه‌ای به امین‌الدوله می‌نویسد: «… بنا دارم یک روز بعد از عید قربان به دریای تار و مومج که در سه فرسنگی اینجا است بروم آنجا خیلی خوش‌هوا و باتماشاست …»
امان‌الله اردلان از پرندگانی چون کبک دری و قره‌قوش برفراز قلهٔ زرین کوه یاد کرده‌است. او سوار بر قاطر همراه با ناصرقلی خان و عباس‌قلی خان اردلان برای شکار از روستای جابان به بالای قله رسیده‌بود.

### ده تار
کوهپایهٔ شمالی زرین‌کوه، پیرامون سرچشمهٔ تار رود بهمن‌گیر است. آن‌جا پیشتر دهی آباد و ییلاقی با دو آسیا، به نام ده تار بوده‌است.

## ساختار زمین
زرین‌کوه بر روی گسل مشاء-فشم و در راستای آن گسترده شده‌است. این گسل با رانش بیش از ۳ میلیون متر مکعب سنگ و خاک از دامنهٔ شمالی این کوه، سدی با بلندایی بیش از ۵۰ متر در برابر آبهای روان ساخته و با انباشت آب در پشت آن پدیدآور دریاچهٔ تار شده‌است. جنس این تودهٔ سبزرنگ از شیل‌های توفی و ماسه‌سنگ‌های توفی است. از شرق شهر دماوند تا مومج در راستای زرین‌کوه محدوده‌ای کربنیفر است، و میان دریاچه تار و چمندآب گونه‌هایی از دورهٔ میسیسیپین یافت شده‌است.
آبهای زیرزمینی پایین‌دست این کوه در دشت هومند–آبسرد دارای ویژگی خورندگی با ته‌نشست ناچیز هستند، و رود ایوانکی از این کوه سرچشمه می‌گیرد.

## پوشش گیاهی
گیاه نادر و سمی کرفس‌مانند کزل در کوهپایه‌های شمالی و جنوبی زرین‌کوه می‌روید.

## نگاره

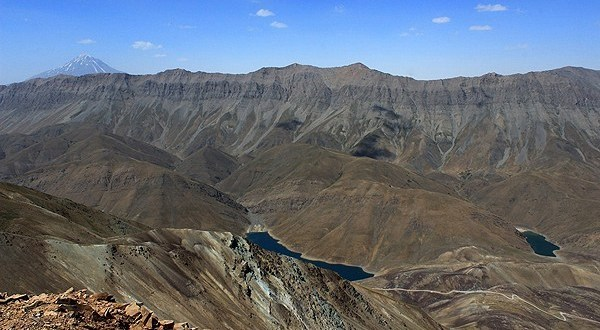
دریاچه تار و هویر از فراز زرین‌کوه
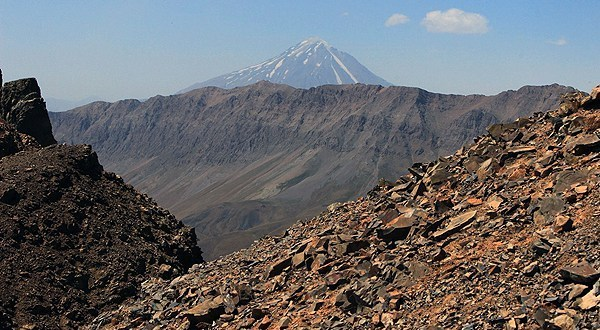
خط‌الرأس دوبرار و قلهٔ دماوند از فراز زرین‌کوه